# Lago Athabasca
El lago Athabasca es un lago de Canadá, situado en el límite de las provincias de Alberta y de Saskatchewan. Tiene una superficie de 7.850 km², una longitud máxima de 283 km, una anchura máxima de 50 km, y una profundidad máxima de 243 m. Siendo por ello el octavo lago de Canadá.
Presenta dos afluentes principales, el río Athabasca y el Peace, y entre ambos generan un gran delta poco profundo, el Delta Peace-Athabasca. El lago desagua por el río del Esclavo
En las orillas del lago se sitúan diversas ciudades, algunas de ellas son Uranium City, Camsell Portage y Fort Chipewyan.